# Бранко Надовеза
Бранко Надовеза (Земун, 11. септембар 1950 — Београд, 11. новембар 1970) био је југословенски и српски фудбалер.

## Биографија
Рођен је 11. септембра 1950. године у Земуну. Омладинску каријеру започео је 1962. године у Партизану, а професионалну наставио у истом клубу од 1969. године. Укупно је играо за Партизан на двадесет и једној утакмици, до 1970. године.
Погинуо је 11.новембра 1970. године у саобраћајној незгоди у улици Пеке Павловића на Душановцу, враћајући се са куп утакмице из Крушевца.
У спомен на Бруна Белина, Чедомира Лазаревића који су страдали у саобраћајној незгоди 1962. године, као и осам година касније страдалог Надовезу, ФК Партизан је своју омладинску школу назвао „Белин - Лазаревић - Надовеза”.